# Keasius
Genre
Keasius est un genre fossile de requins lamniformes de la famille des Cetorhinidae et dont les espèces ont vécu à l'Éocène moyen et au Miocène moyen, avec des fossiles non identifiés qui semblent provenir d'un individu qui aurait pu vivre jusqu'au Pliocène[réf. nécessaire].
On en connaît quatre espèces qui vivaient en Amérique du Nord, en Europe et en Antarctique.

## Liste des espèces
Selon Paleobiology Database (22 mai 2025) :
- † Keasius rhenanus Reinecke & Radwanski, 2015
- † Keasius septemtrionalis Reinecke & Radwanski, 2015
- † Keasius taylori Welton, 2013
- † Keasius parvus (Leriche, 1908)

## Systématique
Le nom valide complet (avec auteur) de ce taxon est Keasius Welton (d), 2013,. Son espèce type est Keasius taylori.
Keasius a pour synonyme :
- Praecetorhinus Hocht, 1978 (nomen dubium[4])

### Étymologie
Le nom générique, Keasius, fait référence à la formation de Keasey (en) (comté de Columbia, Oregon) localité type de Keasius taylori.

### Publication originale
- (en) Bruce J. Welton, « A new archaic basking shark (Lamniformes: Cetorhinidae) from the Late Eocene of Western Oregon, U.S.A., and description of the dentition, gill rakers and vertebrae of the Recent basking shark Cetorhinus maximus (Gunnerus) », New Mexico Museum of Natural History and Science Bulletin, États-Unis et Nouveau-Mexique, NM, no 58,‎ janvier 2013, p. 1-48 (ISSN 1524-4156, lire en ligne).